# Épée wallonne

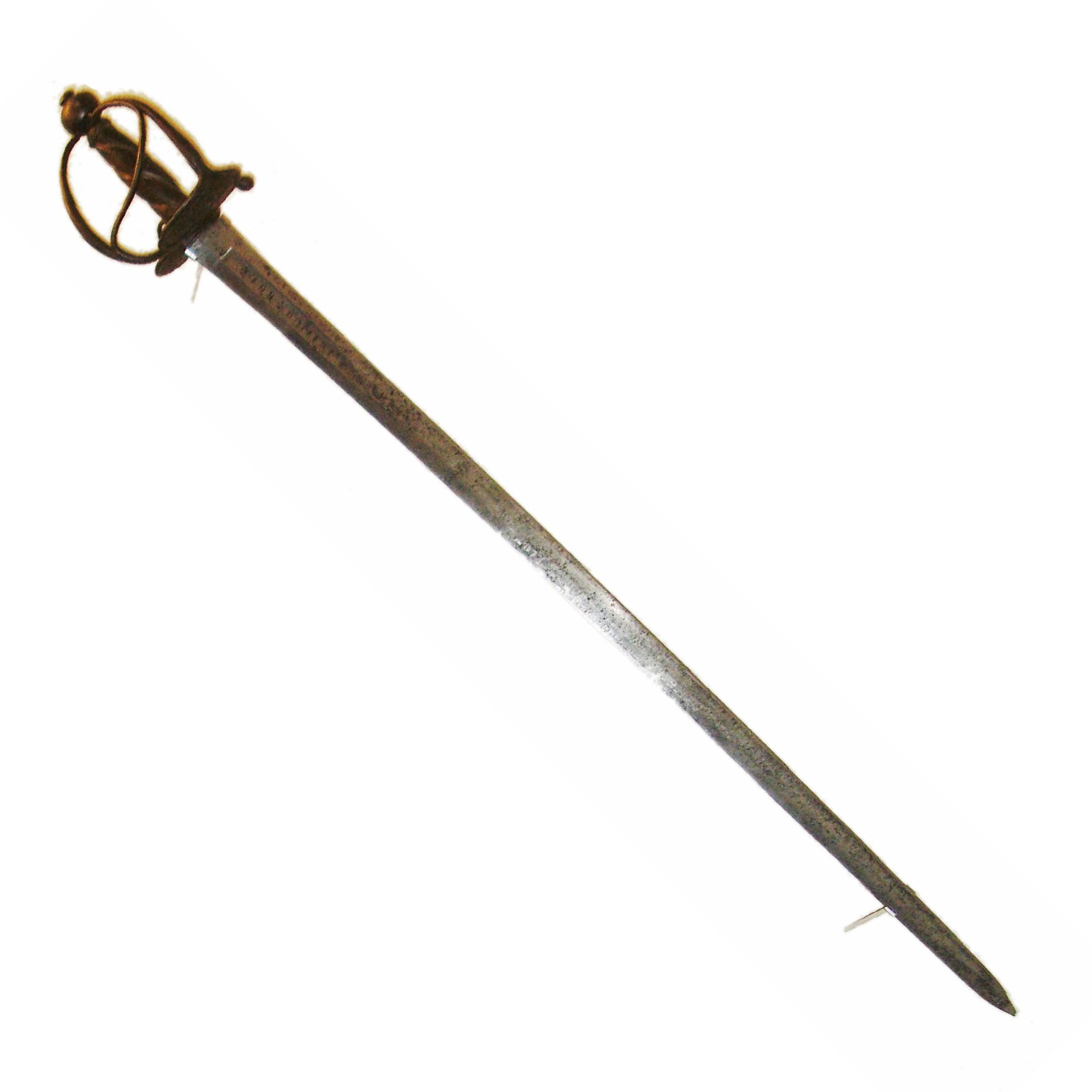
Epée wallonne

 (août 2025).
Si vous disposez d'ouvrages ou d'articles de référence ou si vous connaissez des sites web de qualité traitant du thème abordé ici, merci de compléter l'article en donnant les références utiles à sa vérifiabilité et en les liant à la section « Notes et références ».
L'épée wallonne est une épée à lame droite et large à deux tranchants, ancêtre du sabre de cavalerie, qui était populaire dans les Pays-Bas et qui fut utilisée dans plusieurs armées, notamment dans la cavalerie française sous Louis XIII et Louis XIV.

## Histoire
L'épée wallonne fut d'usage commun en Allemagne, en Suisse, aux Pays-Bas et en Scandinavie durant la guerre de trente ans et à l'époque baroque. Elle était l'arme favorite de l'armée et de la noblesse en raison de sa souplesse d'utilisation. Après leur campagne dans les Pays-Bas en 1672, les Français choisirent cette arme comme épée réglementaire. Des armes de ce modèle équipèrent les armées suédoises jusque dans les années 1850.